# Léon Dumarsais Estimé
Pour les articles homonymes, voir Marsais (homonymie) et Estime.
 (décembre 2020).
Si vous disposez d'ouvrages ou d'articles de référence ou si vous connaissez des sites web de qualité traitant du thème abordé ici, merci de compléter l'article en donnant les références utiles à sa vérifiabilité et en les liant à la section « Notes et références ».
Dumarsais Estimé, né le 21 avril 1900 à Verrettes, mort le 20 juillet 1953 à New York, est un homme politique haïtien, président de la République du 16 août 1946 au 10 mai 1950.
Auparavant, il fut député des Verrettes pendant 16 ans, président de la Chambre et ministre (secrétaire d’État) à l’Instruction publique, à l’Agriculture, et au Travail.
L'idéologie politique de Dumarsais Estimé est un mélange de nationalisme et de progressisme. Cette idéologie est appelée l'estimisme.
Le souvenir de sa présidence reste très positif chez de nombreux Haïtiens, en raison des réformes entreprises et des progrès économiques et sociaux indéniables que connut la république d’Haïti au cours de cette période. De ces réalisations il ne faut pas seulement retenir les plus connues, comme l’Exposition internationale organisée en 1949 pour célébrer le bicentenaire de la fondation de Port-au-Prince en 1749 par les colons français de l'île de Saint-Domingue, ou la création de la ville de Belladère comme symbole de développement face à la République dominicaine, et la construction du pont sur la Grande Anse qui continue encore de nos jours à desservir une des plus belles régions d’Haïti. Il convient aussi de souligner les lois votées et les investissements réalisés pour la mise en valeur des zones rurales, la construction de nombreuses écoles et la modernisation du système éducatif, la protection des droits des travailleurs par la promulgation du Code du travail et en fin de compte la création de conditions propices à la croissance économique, particulièrement dans le tourisme et la petite industrie, et à l’amélioration des conditions de vie de la population haïtienne.
Dumarsais Estimé est destitué par l'armée haïtienne, dirigée par Franck Lavaud. Il est assigné à résidence, puis s'exile à Paris et meurt à New York le 20 juillet 1953.

## Carrière politique de Dumarsais estimé

### Carrière professionnelle
Léon Dumarsais Estimé naquit le 21 avril 1900 à Verrettes, commune d'Haïti située dans le département de l'Artibonite, dans une famille de propriétaires terriens. Son père, Alciné Estimé, était le fils de Sara Dorval (1845-1938) et d'Estimé Pierre (1851-1904). Sa mère, Fleurencia Massillon, aimante et attentive, marqua profondément son fils, ébranlé par le décès de son père, alors qu'il était encore un enfant. Son oncle, Estilus Estimé, qui fut maire de Verrettes (1936) et devint plus tard sénateur de la République (1938), se chargea de son éducation et exerça une grande influence sur son neveu. Il l'instruisit de la réalité sociale haïtienne et le convainquit de la nécessité du courage et de l'honnêteté dans les affaires publiques.
Estilus Estimé envoya le jeune Dumarsais chez les frères de Saint-Louis de Gonzague à Saint-Marc, puis au collège Pinchinat et plus tard à Port-au-Prince au lycée Alexandre-Pétion, jusqu’au baccalauréat. Il bénéficia de l’enseignement de maîtres tels que Jean Price-Mars, Catts Pressoir et Jean-Chrysostome Dorsainvil. En 1920, il fut nommé répétiteur au lycée Pétion, et à partir de 1922, tout en poursuivant des études de droit jusqu’à la licence, il y enseigna les mathématiques, jusqu’en 1926. A cette date, il fut renvoyé de son poste après avoir exprimé publiquement son opposition au gouvernement du président Louis Borno et à l'occupation américaine.
Estimé avait quinze ans lorsque débuta l’occupation américaine d’Haïti (juillet 1915 - août 1934), événement qui marqua son adolescence et détermina l’orientation de sa vie d’adulte. Dumarsais Estimé était un érudit (passionné de littérature française et de philosophie) qu’habitait une farouche volonté de libérer Haïti de l’occupation étrangère et de changer la société dans laquelle il vivait. Il fallait, selon lui, lutter contre les abus de l’élite traditionnelle et éduquer les masses. Sa pensée sera marquée par les préoccupations sociales et par une inlassable détermination à servir son peuple et son pays.

### Carrière politique

#### Élection à laChambre des députés
Devenu avocat, il pratiqua d'abord à St. Marc avant de se lancer en politique et d'être élu député en 1930 dans la circonscription de Verrettes. Le 21 février 1935, il obtint la confiance de ses collègues qui firent de lui le président de la Chambre des députés, par 27 voix sur 28.

#### Ministre de l’Instruction publique, de l’Agriculture et du Travail
En 1937, il intégra le gouvernement du président Sténio Vincent, qui le nomma ministre (secrétaire d'État, selon la terminologie de l'époque) de l'Instruction publique, de l'Agriculture et du Travail, sans qu'il n'abandonnât pour autant son siège au Parlement.
Ses deux années passées à la tête de l'Instruction publique furent marquées par une volonté affichée d'étendre l'éducation et la culture à l'ensemble du peuple haïtien, en particulier les plus défavorisés. Dans cette perspective, Dumarsais Estimé s'attacha à améliorer le niveau et la qualité de la formation des enseignants, à relever le salaire des instituteurs et des professeurs, à réorganiser les lycées, à réformer le baccalauréat haïtien et l'organisation des examens, ainsi que les programmes universitaires (introduction d'une licence ès Lettres et ès Sciences) en vue d'atteindre une parité avec les institutions universitaires étrangères (en corollaire, des bourses d'études à l'étranger furent accordées aux étudiants des deux sexes). Il convient de citer également la création d'écoles en milieu rural et l'organisation de la Bibliothèque nationale de Port-au-Prince et de ses antennes provinciales. Enfin, l'École normale d'institutrices fut créée à Port-au-Prince, répondant à un besoin important de promotion du rôle socio-économique des femmes dans la société haïtienne.
D'origine paysanne et connaissant l'importance du secteur agricole dans l'économie, Dumarsais Estimé fit en sorte de doter le ministère de l'Agriculture de collaborateurs compétents. L'objectif affiché était de renforcer les cultures vivrières, mais aussi de développer la culture des denrées destinées à l'exportation afin d'équilibrer la balance commerciale.
Lorsqu'en 1941, le président Vincent, proposa à l'Assemblée nationale son secrétaire, Élie Lescot, comme potentiel successeur, Estimé vota en sa faveur et Lescot fut élu président. Le 19 avril 1944, Estimé s'opposa cette fois-ci à la réélection de Lescot, désapprouvant la révision partielle de la Constitution entreprise par le président, et vota contre lui. Ce dernier fut cependant majoritairement réélu.

#### Élection à la présidence
En tant que député, Estimé observa de près les événements de 1946 (crise économique et grave crise sociale induite par les revendications légitimes des classes défavorisées) qui conduisirent à la démission du président Lescot. Le gouvernement provisoire, dirigé par Franck Lavaud, mit en place de nouvelles élections. Alors que communistes et nationalistes prônaient un changement de régime, Estimé se présenta aux électeurs comme un modéré et fut réélu lors des législatives de 1946.
Le 16 août, les modérés ayant obtenus une majorité à la Chambre des députés, Estimé fut désigné pour être candidat. Il fut élu président de la République, après un second vote des députés, pour quatre ans, par 31 voix sur 58. Son premier geste de président élu fut de saluer ses opposants : Dantès Louis Bellegarde, Edgard Numa et Démosthène Calixte.

## Présidence de la République

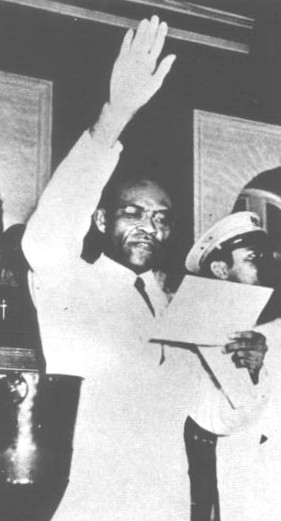
Investiture de Dumarsais Estimé le 16 août 1946.

Dumarsais Estimé fut investi président de la République le 16 août 1946,.
Il remplaça le gouvernement provisoire présidé par le général Franck Lavaud.
Il etait le premier president noir apres l'occupation americaine en Haiti.
Son accession à la présidence intervint au lendemain d'une longue période de grande effervescence, aboutissement de mouvements sociaux, politiques et culturels impliquant les étudiants, les femmes, des syndicats et des partis politiques. C'était une période où Haïti tentait de sortir des clivages sociaux et de couleur qui n'avaient cessé de dominer la politique depuis l'indépendance et particulièrement après l'occupation américaine (1915 - 1934). Les pouvoirs politique et économique étaient dominés par une bourgeoisie mulâtre qui ne favorisait pas la mixité sociale. L'année 1946 fut surtout une tentative de mutation de la société haïtienne. Les résistances étaient nombreuses.
Dans son adresse à l'Assemblée nationale, Dumarsais Estimé s'exprima ainsi : « C'est la grande famille des masses dont je suis un représentant que vous avez voulu honorer ». Il fit cependant appel à l'union et à la bonne volonté de tous : « C'est l'heure où chacun de nous doit démontrer que la patrie est la première et la plus sacrée de ses préoccupations ». Pour terminer, Estimé exhorta à la moralité au sein du gouvernement : « Si, bergers du troupeau, nous nous en constituons les loups, (…) alors il sera temps d'entrer en jugement avec nous et de nous demander compte ».
Au début de sa présidence, certains accueillirent mal son arrivée au pouvoir, mais au fil du temps, l'opinion publique se rallia à ses idées politiques, appréciant la formation d'un gouvernement d'union nationale (fait rare dans l'histoire d'Haïti), réunissant des adversaires d'hier, tels que George Rigaud et Daniel Fignolé, et des représentants de toutes les tendances sociales et politiques, à l'exception des communistes. Estimé mit en œuvre rapidement un ambitieux programme social et économique, qui rejoignait les aspirations de la majorité. Par exemple :
- Il réduisit considérablement la dette nationale et ainsi mit fin au contrôle fiscal de l'étranger, surtout des Américains.
- Il augmenta le salaire minimum.
- Il dynamisa l'industrie touristique en faisant d'Haïti une destination privilégiée, surtout durant l'exposition de 1949.

### La Constitution de 1946
Le 22 novembre 1946, l’Assemblée nationale constituante, réunie sous la présidence du sénateur Jean Bélizaire, vota la nouvelle constitution de la république d’Haïti, faisant suite à celle de 1935. Cette nouvelle constitution protégeait les libertés fondamentales et garantissait les droits du peuple haïtien. Elle établissait aussi un régime présidentiel en vertu duquel le président de la République, élu pour six ans, était doté d’un domaine de compétences allant de la définition des grandes orientations politiques au contrôle des actions gouvernementales, à la diplomatie et à l’Armée.
La Constitution de 1946 introduisit l’habeas corpus. Ce principe garantissait qu’une personne arrêtée avait droit à une présentation rapide devant un juge, afin qu’il ne statue sur la validité de son arrestation. Cette disposition est à la base de l’État de droit. Cette Constitution interdisait aussi l’extradition pour des raisons politiques. Elle rendit obligatoire le congé payé annuel et la séparation de l’Armée et de la Police.
Cependant, marquée d’une certaine ambiguïté, la Constitution de 1946, contrairement à celle de 1935, n’accordait pas au Pouvoir Exécutif un rôle primordial par rapport au Législatif et au Judiciaire et elle donnait au président de la République le titre de chef des forces armées d’Haïti.

### Les réformes économiques et sociales
Pauvreté, chômage, analphabétisme, secteur agricole déficient et sous-exploité, difficultés financières, maladies endémiques, clivages sociaux profondément ancrés, tels sont les fronts et les difficultés auxquels devait s’attaquer le gouvernement de 1946 au lendemain de la seconde guerre mondiale qui avait encore aggravé la situation économique d’Haïti.
Il fallait au préalable assainir la situation financière et libérer la république d’Haïti de la tutelle financière imposée par les États-Unis à la suite des conventions et protocoles imposés par l’occupant américain (1915, 1917 et 1922) et de l’emprunt contracté en 1922, aux fins, entre autres, de régler le solde des emprunts contractés auprès des financiers français depuis 1830 et en 1875, 1896, et 1910… Il ne faut pas oublier que la France avait exigé de son ancienne colonie devenue indépendante le 1er janvier 1804 qu'elle paie les colons esclavagistes et leurs descendants (cf. The New York Times, https://www.nytimes.com/2022/05/20/world/americas/haiti-history-colonized-france.html). 
En décembre 1946, Dumarsais Estimé dépêcha à Washington, auprès du président Harry Truman, une « mission de bonne volonté » composée du ministre des Finances, Gaston Margron, du ministre des Relations extérieures, Jean Price-Mars, du ministre du Commerce, Georges Rigaud et de l’ambassadeur d’Haïti à Washington, Joseph D. Charles. Cette mission devait négocier les modalités d’un nouvel emprunt « garanti par les fonds mis en réserve par le Département fiscal aux fins de rembourser les porteurs de l’emprunt de 1922-23 ». Le gouvernement américain rejeta la requête haïtienne.
Dans un discours radiodiffusé le 25 mars 1947 (passé dans l’histoire sous le titre de « Heureux mécompte »), le président Estimé en appela au peuple haïtien pour l’aider à débloquer la situation et à contribuer au paiement de la dette extérieure. Des « bons de libération financière » furent émis et les souscriptions affluèrent à l’échelle nationale. Grâce à cette mobilisation populaire et à un emprunt intérieur sur 10 ans à 5 %, les prêts américains de 1922-23 furent remboursés et le 10 juillet 1947, la république d’Haïti mettait un terme au contrôle financier des États-Unis. Le 1er octobre 1947, la Banque nationale de la république d’Haïti devenait une entité haïtienne dirigée par un conseil d’administration entièrement haïtien.

#### Développement économique et emploi
Lutter contre un chômage endémique et élever le niveau de vie et de connaissance des couches déshéritées de la population haïtienne, dans une perspective d’efficacité économique et de justice sociale, étaient une priorité pour Dumarsais Estimé.
L’État haïtien libéré de sa dette extérieure, Dumarsais Estimé s’engagea dans une politique de relance de l’économie (Loi du 12 juillet 1947) et de réformes administratives et fiscales destinées à poursuivre l’assainissement financier et à accroître les recettes de l’État [Loi du 15 septembre 1947 précisant les modalités d’exécution du budget et de la comptabilité publique ; loi du 23 juin 1947 établissant une Chambre des comptes ; Loi du 7 novembre 1948 sur les impôts locatifs ; Loi du 29 août 1949 sur la fiscalité douanière ; etc.].
Dumarsais Estimé sollicita du Secrétariat général de l’ONU l’envoi d’une mission technique pour examiner et évaluer la situation générale du pays et faire des recommandations dans les domaines de l’économie et des finances, de l’éducation, de la santé et de la culture. La Commission soumit son rapport (publié par l’ONU) que le gouvernement intégra dans son plan de développement.
L’augmentation des exportations et des prix des matières premières agricoles au cours de cet après-guerre, notamment le café, le sisal, la banane, contribua à améliorer la situation financière du pays. Entre 1946 et 1949, le budget de l’État haïtien passa de 46 millions à 73 millions de gourdes, grâce aux nouvelles recettes fiscales et aux profits générés par la commercialisation du ciment et du sucre par l’État. Dans le même temps, la dette publique passa de 42 millions de gourdes en 1946 à 40 millions en 1949.

#### Agriculture et développement rural
L’état désastreux de l’agriculture en Haïti, lié à des facteurs structurels défavorables (exiguïté des exploitations familiales, méthodes de culture inadéquates, déforestation et épuisement des sols, absentéisme des grands propriétaires fonciers qui représentaient environ 3% de la population et possédaient près de 70% des terres cultivables, aléas climatiques, etc.) et à l’incurie administrative, s’accompagnait d’une surpopulation rurale, dont plus des trois-quarts vivaient en-dessous du seuil de pauvreté…
Conscient de la nécessité d’améliorer en profondeur la situation du secteur agricole, pour assurer un démarrage de l’économie haïtienne, et de trouver des solutions au problème des sans-terre, Dumarsais Estimé mit en œuvre une approche intégrée du développement agricole et rural.
Dès l’été 1946, un certain nombre d’études furent entreprises et, au cours des années qui suivirent, de nombreux projets furent mis à exécution, notamment celui de l’ODVA (Organisme de développement de la vallée de l’Artibonite) financé aux deux tiers par un prêt de 4 millions de dollars de l’EXIM Bank des États-Unis. Ce projet prévoyait l’emploi des eaux de la rivière Artibonite pour le développement agricole méthodique de cette région (en particulier la culture du riz), fondé sur des techniques modernes, afin d'améliorer du niveau de vie des populations locales. Cette mise en valeur des terres, y compris celles rendues propres à la culture, devait également avoir un impact positif sur les exportations de certaines denrées agricoles, et en corrélation sur la balance commerciale du pays. Ce projet continua au-delà de la présidence d’Estimé, après mai 1950.
Parmi les nombreux projets mis en œuvre, on relève : les travaux d’irrigation et de drainage de la riche vallée de la rivière l’Estère et autres (Los Pozos, Lagon Bleu, plaine du Limbé, etc. ) ; les travaux de réfection de certains réseaux (Momance-Léogâne-Rivière Grise, Plaine du Cul-de-sac, Matheux : canal Corail, etc.) ; les projets de conservation des sols et de reboisement (projet de La Vallée, projet du Morne de l’Hôpital, projet de Mapou-Périsse, etc.) ; la préservation des domaines forestiers.
En 1947 fut créé l’Office national du café avec pour mission le soutien des activités des petits agriculteurs et la promotion des exportations de café. Si une attention particulière fut accordée à l’amélioration générale des méthodes culturales dans le monde rural haïtien, en vue d’accroître la productivité des paysans (y compris, par exemple, dans le cadre de la Loi du 8 octobre 1949, la possibilité d’importer en franchise, outils, instruments et engrais), à la promotion et à l’organisation des coopératives agricoles, à l’amélioration de la formation des agronomes et techniciens (École nationale d’agriculture), Dumarsais Estimé n’eut pas le temps d’entreprendre une réforme agraire en profondeur visant à rendre le paysan haïtien propriétaire de la terre qu’il cultive.

#### Travail et affaires sociales
Tout en encourageant résolument l’investissement privé pour développer l’économie haïtienne et l’emploi, Dumarsais Estimé accorda la plus haute importance à une politique du travail moderne et juste. Le gouvernement d’Estimé créa le ministère et le bureau du Travail en 1946. L’augmentation du salaire minimum (en dépit des réticences du secteur commercial) et la promulgation du premier Code du travail (1947) comptent parmi les avancées notoires dans le domaine de la protection des droits des travailleurs, parallèlement à l’encouragement à la création des syndicats (loi du 17 juillet 1947 régularisant le fonctionnement des associations syndicales).

#### Travaux publics
Dès son arrivée, Dumarsais Estimé afficha sa volonté de doter le pays des infrastructures de base nécessaires à son développement économique et lança une politique de grands travaux publics, stimulant par là-même la création d’emplois : la construction d’une ville nouvelle à la frontière, Belladère, comme symbole de développement face à la République dominicaine, la construction et réfection de routes, ponts (dont le pont suspendu de la Grand’ Anse), de marchés, de fontaines d’eau potable ; l’érection d’édifices publics ; l'aménagement des bourgs de province, auxquels s’ajoutent les travaux d’urbanisme entrepris à la capitale pour préparer l’Exposition Internationale devant célébrer le bicentenaire de la fondation de Port-au-Prince. L’éclairage des villes se généralisa : l’usine électrique de la Croix-des-Bouquets fut inaugurée en 1948, suivie par celles de Belladère, Port-de-Paix, Jérémie et autres localités urbaines.
Toutes les réalisations du Gouvernement furent financées par des ressources nationales.

#### Bicentenaire de la fondation de Port-au-Prince (1749-1949) et l’Exposition internationale de décembre 1949
La loi du 14 juillet 1948 stipulait qu’il était nécessaire pour le pays de célébrer grandiosement en 1949 le deuxième centenaire de la fondation de Port-au-Prince et à cette fin, qu’« il y (avait) lieu d’assurer l’exécution du projet conçu par le chef du pouvoir exécutif d’organiser une Exposition internationale à inaugurer à Port-au-Prince en décembre 1949 ». Cette loi précisait qu'« au point de vue touristique, agricole et industriel, l’exécution de ce projet (serait) entièrement favorable au pays ». Cette Exposition internationale devait promouvoir la renaissance et le resserrement des liens entre les peuples et stimuler la reprise et le développement de relations économiques entre les pays, d’autant qu’elle se situerait dans « un lieu de l’Amérique considéré comme l’un des carrefours les plus importants sur les grandes routes maritimes et aériennes de l’Atlantique ».
L’Exposition internationale devait avoir une superficie de 30 hectares et couvrir la plus grande partie du front de mer de la capitale par l’assainissement de cette partie de la côte (les Palmistes, Nan Pisquette, Wharf-aux-Herbes) marécageuse et occupée par des bidonvilles, et en gagnant une partie du terrain sur la mer, grâce aux techniques les plus modernes de l’époque et à la collaboration d’ingénieurs haïtiens, américains et belges.
Préparée en 18 mois, ce qui fut considéré une performance extraordinaire, l’Exposition fut inaugurée le 8 décembre 1949 par le président Estimé, qui lut à l'occasion un message de soutien du président américain Harry S. Truman.
Elle comprenait 56 pavillons et un casino, répartis en quatre sections : nationale, internationale, industrie lourde et machines, attractions. Dix-huit pays et nations furent représentés, auxquels il faut ajouter l’Organisation des Nations unies (ONU) et l’Organisation des États américains (OEA). Dans son discours inaugural le 8 décembre, le président Estimé déclara : « Je salue avec la plus profonde cordialité les représentants de ces puissances bienveillantes, ainsi que les délégations venues spécialement participer à cette fête de la paix et les prie publiquement de croire à la reconnaissance du gouvernement et du peuple haïtiens… », soulignant plus loin « Bien qu’elle (l’Exposition) soit l’une des premières pierres d’une nouvelle Haïti, la figuration en lignes nettes et en images heureuses de ce que nous désirons faire de ce pays… » et aussi « Elle est l’œuvre de la patience et de l’habileté de centaines de travailleurs intellectuels et manuels, étrangers et haïtiens, à qui il faut rendre un juste hommage, celle enfin des multitudes enthousiastes qui l’animent et la soutiennent de leur compréhension et de leur ferveur… »
Des firmes étrangères participèrent également à l’Exposition internationale de 1949 à Port-au-Prince. A l’occasion de la préparation de l’évènement, en effet, une législation nouvelle fut votée pour attirer l’investissement direct étranger. La loi du 24 juin 1948, exonérait pendant cinq ans de tous droits à l’importation tous les matériaux destinés à la construction des hôtels et tout le matériel nécessaire à leur installation définitive. La loi du 8 octobre 1949 accordait des exonérations fiscales totales ou partielles aux industries nouvelles pour un maximum de cinq ans, et aux entreprises industrielles en général pour un maximum de deux ans, en les dispensant de la licence, de la patente, de l’impôt sur le revenu et des droits de douane à l’import et à l’export.
Le coût prévu de 4 000 000 dollars pour l'organisation de cette Exposition universelle par le gouvernement d'Haïti atteindra la somme de 26 000 000 de dollars, dont une partie contestable, ce qui entraîna de vives critiques dans ce pays pauvre. Mais les retombées économiques, culturelles et sociales de l’Exposition furent sans conteste importantes. Dans le secteur du tourisme, en particulier, le nombre de visiteurs augmenta rapidement, passant d’environ 2000 annuellement avant l’Exposition à plus de 240 000 dans les années 50.

#### Éducation
La lutte contre l’analphabétisme, connue sous le nom de « programme Dumarsais Estimé », faisait ressortir la volonté présidentielle d’éduquer les masses urbaines et rurales pour en faire des instruments du développement national. En vertu des lois promulguées le 8 août 1947 et le 11 novembre 1949 respectivement, le gouvernement de la République procéda à la réorganisation du département (ministère) de l’Éducation nationale, en créant les postes de directeur général et de directeur général adjoint dans la foulée des attributions assignées à un sous-secrétaire d’État de l’Éducation nationale, en vertu de la loi du 23 novembre 1946.
Le salaire des professeurs et des instituteurs fut ajusté en fonction de l’augmentation du coût de la vie. C’est ainsi que le salaire minimum de l’instituteur qui s’élevait à 70 gourdes par mois en octobre 1946 fut porté à 100 gourdes, en janvier 1947, pour atteindre la somme de 140 gourdes, en octobre 1947, et 200 gourdes en octobre 1948. L’objectif était de faire de l’enseignement rural une carrière capable d’attirer des enseignants formés et performants quant aux problèmes de la vie rurale.
En vertu de la loi du 29 septembre 1946, le gouvernement de la République prélevait un montant équivalent à 10% des recettes communales devant être consacré à la construction d’écoles publiques. Entre février 1947 et mai 1949, 23 écoles publiques furent construites par ordre du chef de l’État, tandis que des travaux d’aménagement et d’agrandissement furent effectués sur des bâtiments scolaires de la capitale et ceux de la province.
En octobre 1946, il n’y avait que 623 instituteurs pour 362 écoles rurales. En mai 1949, le nombre d’enseignants affectés à l’enseignement rural avait atteint le chiffre de 823, une augmentation de 34 % qui reflétait bien « l'attention spéciale pour la jeunesse prolétarienne et paysanne », selon les grandes lignes du discours présidentiel du 16 août 1946. Durant cette même période, plus d’une quarantaine d’écoles et de fermes-écoles avaient été construites en milieu rural, permettant ainsi à plusieurs milliers d’Haïtiens et d’Haïtiennes des campagnes de bénéficier des bienfaits de l’éducation et concrétisant de façon continue les objectifs de la politique d’éducation du président Estimé pour l’enfance nécessiteuse.
Dans ce même ordre d’idées, l’enseignement secondaire ne fut pas négligé, comme le témoignaient la fondation du lycée Toussaint Louverture dans la zone du Morne-à-Tuff à la capitale et l’ouverture d’un lycée à Hinche et du lycée Faustin Soulouque à Petit-Goâve, conformément aux lois des 9 et 30 septembre 1946. Les lycées de la capitale et ceux des Cayes et du Cap-Haïtien furent également rénovés. En 1947, l’exécutif fit voter la loi du 24 juillet autorisant la création de l’Ecole Normale Supérieure, une institution d’utilité publique, consacrée à la formation intellectuelle des maîtres de l’enseignement secondaire.
Moins de deux mois plus tard, le gouvernement de la République créait l’École polytechnique d’Haïti, un centre d’enseignement supérieur voué à la formation des ingénieurs et des architectes indispensables à la construction et à la rénovation des structures nationales.

#### Santé
Parallèlement à l’attention portée à l’éducation, le gouvernement d’Estimé souhaita lever les obstacles qui entravaient l’accès des populations nationales aux soins de santé primaires.
Un vaste plan d’ensemble fut mis graduellement en œuvre impliquant l’équipement des hôpitaux et laboratoires, la multiplication des centres de santé, le développement de la médecine et de l’hygiène rurales, la réorganisation de la Faculté de médecine, d’art dentaire et de pharmacie. Sur la base d’un accord de coopération avec la France, un certain nombre de professeurs de médecine français vinrent enseigner à la Faculté de médecine pour pallier le manque de professeurs haïtiens qui avaient démissionné à la suite des évènements de début 1946.
Des campagnes contre le pian, le paludisme, les maladies infantiles et endémiques furent également lancées, parallèlement à des projets d’amélioration de l’hygiène publique et de lutte contre la malnutrition et la tuberculose. Les lois du 27 septembre et du 8 octobre 1949 prévirent la formation des cadres et du personnel technique, ainsi que l’aménagement des services de santé publique à travers le pays,.

#### Politique étrangère
Cinq grands axes caractérisent la politique étrangère haïtienne du président Estimé :
- l’alliance avec les États-Unis d’Amérique ;
- la solidarité interaméricaine ;
- l’adhésion ferme de la république d’Haïti aux principes énoncés par l’Organisation des Nations unies (ONU) et par l’Organisation des États américains (OEA) ;
- l’appui à la décolonisation et aux droits des peuples à disposer d’eux-mêmes ;
- le respect du principe de non-intervention dans les affaires intérieures des autres nations.

Par une loi en date du 27 novembre 1946, le gouvernement d’Estimé réorganisa le service diplomatique et consulaire d’Haïti et s’attacha à renforcer les rapports de la république d’Haïti avec les autres pays du continent américain. Le 15 juillet 1948, le gouvernement haïtien signait avec son homologue vénézuélien un accord commercial qui définissait les grandes lignes de la coopération économique entre les deux pays. Par la loi du 6 septembre 1949, Haïti établissait des relations diplomatiques formelles avec le Guatemala. Le 22 août 1947, les relations diplomatiques et consulaires étaient établies entre Haïti et la république de Panama. En septembre 1947, les représentants haïtiens signaient à Rio de Janeiro, à l’époque, capitale du Brésil, le Traité interaméricain d’assistance mutuelle. En avril 1948, les envoyés plénipotentiaires d’Haïti signaient à Washington D.C. la Charte de l’Organisation des États américains qui promouvait des rapports nouveaux entre les nations de ce continent.
Avec les États-Unis d’Amérique s’étaient renforcés les liens historiques susceptibles de raffermir les rapports bilatéraux. Le gouvernement de Dumarsais Estimé avait signé le décret du 13 mai 1949, autorisant en Haïti, la présence d’une Mission Navale américaine. Un contrat favorable à l’exploitation de la bauxite fut signé le 12 novembre 1946 entre les représentants du gouvernement haïtien et ceux de la Reynolds Refining Corp, une compagnie minière américaine.
En témoignage de l’intérêt porté aux relations haïtiano-dominicaines, le gouvernement d’Estimé élevait au rang d’ambassade la représentation diplomatique haïtienne en République dominicaine (loi du 25 avril 1947). Le 22 août 1947, Dumarsais Estimé éleva au rang de mission diplomatique la représentation haïtienne auprès du Saint-Siège.
Sur les instructions du président Estimé, Émile St-Lôt, à l’époque représentant permanent de la république d’Haïti à l’ONU, vota en faveur de la création de l’État d’Israël le 29 novembre 1947. Haïti devint aussi un membre actif de l’UNESCO et adhéra au GATT (Accord général sur les tarifs douaniers et le commerce) en 1947.

### La prolongation du mandat présidentiel
Trois ans après son investiture, et se sentant soutenu par la majorité de ses concitoyens, Estimé décida de renégocier la durée de son mandat qui devrait prendre fin en 1952 et ainsi se succéder à lui-même, ce qui était interdit par la charte de 1946. Le 1er juillet 1949, le pouvoir législatif vota une loi portant sur la révision de la Constitution. L'un des articles à amender, l'article 81, concernait la fin du mandat du Président Estimé fixée au 15 mai 1952. Cet article suscita de nombreuses controverses. L'opposition comprit que le but véritable du projet d'amendement était de prolonger la durée du mandat du chef de l'État, à l'encontre des dispositions de la Constitution de 1946, qui stipulait que le président « ne pouvait en aucun cas bénéficier de prolongation de mandat ». Cette disposition constitutionnelle assurait l'alternance politique tout en réduisant le pouvoir présidentiel.
Les élections législatives avaient été fixées au 10 janvier 1950. L’opinion publique commença à s’agiter et la tension monta à l’approche de cette date. Un arrêté du 14 novembre 1949 rétablit l’état de siège qui avait été en vigueur de mars à octobre. Cette mesure était jugée contraire à la Constitution qui ne l’autorisait « que dans les cas de trouble civil, d’invasion imminente de la part d’une force étrangère ».
Le même jour, les étudiants de la Faculté de médecine et de l’École polytechnique entamèrent une grève pour le rétablissement des libertés publiques qu’ils considéraient compromises. Le gouvernement attribua ce mouvement aux menées subversives du Parti socialiste populaire (PSP), du Mouvement ouvrier populaire (MOP), alliés au Parti social-chrétien (PSC). Il prononça la dissolution de ces partis et ferma leurs journaux.

### Le sac du Sénat
Les députés nouvellement élus se montrèrent disposés à appuyer les projets de l’Exécutif, tandis que le Sénat refusait toujours toute forme de révision constitutionnelle. C’était un bras de fer entre la chambre haute, le Sénat, et l’Exécutif allié à la chambre basse, la Chambre des députés. Le chef de l’État et ses partisans ne pouvaient accepter de voir leur plan contrecarré. Le matin du 8 mai 1950, une foule envahit la salle des séances du Sénat, la mit à sac et gagna les rues en proférant des menaces de mort contre certains sénateurs et quelques personnalités accusées de trahison. Dans son message au peuple, le soir même, le président ne désavoua pas explicitement les manifestants : « Votre éloquente attitude de ce matin [...] témoigne de votre maturité́ politique et de votre participation directe à vos affaires ». Toutefois, il les invita « au calme, à l’ordre et au respect des lois ».

### La fin de la présidence: coup d’État militaire et départ en exil
L’armée ne tarda pas à réagir. Deux jours après, le 10 mai, elle fit connaître sa position dans une déclaration signée du général Franck Lavaud et des colonels Antoine Levelt et Paul Eugène Magloire : « Le président de la République a perdu le contrôle des évènements [...]. De l’accord unanime des officiers, il a été demandé aux membres de la junte de 1946 d’accepter une nouvelle fois de se dévouer au salut de la Patrie ». C’était la fin du gouvernement de Dumarsais Estimé.
Un commando formé d’officiers et de soldats lourdement armés investit le Palais National. « Le Haut État-major précédé par le colonel Magloire et ses officiers des Casernes Dessalines, armés de mitraillettes, pénètre dans le bureau du président et lui demande de signer sa lettre de démission » qu’ils avaient préalablement préparée. Le président Estimé obtempéra.
Assigné à résidence avec sa famille pendant une dizaine de jours dans une villa mise à sa disposition à Port-au-Prince, Dumarsais Estimé fut contraint au départ. Le couple et ses trois jeunes enfants prirent le chemin de l’exil.

## Exil et fin de vie

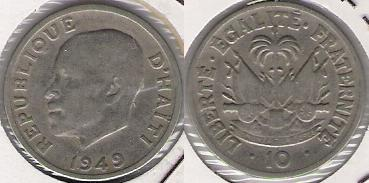
Pièce à l'effigie du président Dumarsais Estimé.

Après un bref passage aux États-Unis, la famille s’installa en France et y resta quelques mois. Pour se rapprocher d’Haïti, Dumarsais Estimé opta ensuite pour la Jamaïque qu’il atteignit avec sa famille le 23 janvier 1951, par ‘’la Colombie’’, paquebot de la Compagnie Générale Transatlantique.
A leur arrivée au port de Kingston, le service d'Immigration de la Jamaïque leur interdit de débarquer, à la demande du gouvernement d'Haïti présidé depuis octobre 1950 par Paul Magloire, sous prétexte que l'ex-président pourrait causer des troubles en Jamaïque. En fait, Magloire craignait la présence d'Estimé si près d'Haïti et avait envoyé ses hommes de main (dont Lucien Chauvet) pour convaincre les autorités britanniques et jamaïcaines (la Jamaïque n'était pas encore indépendante) de refuser à l'ex-président Estimé et sa famille le droit de résider en Jamaïque. Mais Alexander Bustamante, chef du Jamaica Labour Party (JLP) et maire de Kingston [et Chef officieux du gouvernement qui devint en 1962 le premier Premier Ministre de la Jamaïque], outré de voir son pays se laisser dicter sa conduite par un gouvernement étranger en matière de droit d'asile et d'accueil des étrangers, intervint rapidement auprès du Gouverneur britannique de la Jamaïque et du Chef de la Police pour que cette interdiction soit levée. Bustamante monta à bord du Colombie pour saluer l'ex-président Estimé qu'il connaissait et l'assurer qu'il serait protégé en Jamaïque. À la descente du bateau d'Estimé et de sa famille, Bustamante les fera conduire dans sa voiture à l’hôtel et, quelques jours plus tard, il les accueillera dans sa demeure de Tucker Avenue où ils résideront plusieurs semaines.
Dumarsais Estimé et sa famille passèrent une année en Jamaïque, puis retournèrent à Paris, où ils résidèrent jusqu’en novembre 1952.
Estimé quitta alors la France pour New York, mais frappé d'insuffisance cardiaque et d'urémie grave, il s’éteignit le 20 juillet 1953 en exil.